# Teoría cuantitativa del dinero
La teoría cuantitativa del dinero es una teoría económica de determinación del nivel de precios que establece la existencia de una relación directa entre la cantidad de dinero y el nivel general de los precios.

## Formulación de la teoría
La teoría cuantitativa del dinero, parte de una identidad, la ecuación de cambio, según la cual el valor de las transacciones que se realizan en una economía ha de ser igual a la cantidad de dinero existente en esa economía por el número de veces que el dinero cambia de manos:
{\displaystyle T\cdot Q=M\cdot V}
donde:
T = nivel de precios
Q = nivel de producción
M = cantidad de dinero
V = velocidad de circulación del dinero, número de veces que el dinero cambia de manos
Originariamente
PT = MV + M'V'
T = transacciones realizadas
M' = cantidad de depósitos bancarios
V' = velocidad de circulación de los depósitos

## Origen
La formulación de la teoría cuantitativa del dinero es habitualmente atribuida a Jean Bodin (1568); sin embargo, se puede encontrar una primera formulación de la misma en los trabajos del sacerdote y pensador español Martín de Azpilcueta(1556), de la Escuela de Salamanca. Azpilicueta observó los efectos económicos de la llegada de metales preciosos de América a España, apreciando la diferencia existente entre la capacidad adquisitiva del dinero en los distintos países según la abundancia o escasez de metales preciosos que hubiera en ellos. Define que «Toda mercancía se hace más cara cuando su demanda es más fuerte y su oferta escasea».
La Teoría Monetaria Moderna, elaborada por Georg Friedrich Knapp, un economista alemán, rechaza en sus investigaciones la teoría cuantitativa del dinero, demostrando que la inflación o la deflación  no depende de las decisiones de los bancos centrales de inyectar o no dinero-crédito. Por el contrario, es la demanda de dinero la que determina la oferta del mismo.

## Enunciación de la teoría por Fisher
Fue Irving Fisher (1911) adoptó una perspectiva macroeconómica, considerando que la cantidad de dinero en una economía se puede aproximar por la oferta de dinero dada por el banco central, quien decide cuánto dinero poner en circulación. La velocidad de circulación sería constante, dependiente tan sólo de factores institucionales. De igual modo, el número de transacciones cuando la economía está en pleno empleo, estaría dado. De este modo, el nivel de precios quedaría determinado en función de las otras tres variables. 
La igualdad entre oferta y demanda de dinero permitiría plantear la ecuación cuantitativa como una función de demanda de dinero: 
M/p=1/v*Y

## El enfoque de Marshall y Pigou
Frente al enfoque de Fisher, Marshall (1871) y Pigou (1917) desarrollan el llamado «enfoque de Cambridge». Estos economistas adoptan un enfoque microeconómico de análisis y tratan de establecer los factores que explican la decisión del individuo de mantener dinero. Consideran que la velocidad de circulación del dinero va a depender de las preferencias individuales y que, además el dinero tiene un papel de reserva de valor, por lo que la demanda dependerá del nivel de riqueza y de los tipos de interés. Pigou asume los tipos de interés como constantes y aproxima la riqueza por la renta nominal, Y, de modo que, la demanda de dinero individual sería proporcional a la renta nominal: 
M=k*p*Y
que, como se ve, es similar a la expresión de Fisher, aunque, sin embargo, hay que destacar que ambas teorías se basan en enfoques distintos. 
Monge (2021) demostró que la ecuación de Cambridge proviene de una función de utilidad tipo Cobb-Douglas; con ello se prueba que, en el cuantitativismo clásico, el dinero posee utilidad marginal decreciente (origen de la inflación como fenómeno dinerario).[cita requerida]

## Milton Friedman y la Nueva teoría cuantitativa
En los años 50, y como parte de sus críticas al sistema keynesiano, Milton Friedman establece lo que se conoce como la nueva teoría cuantitativa. Friedman justifica la demanda de dinero por la utilidad que se deriva de mantener saldos reales, ya que permiten realizar transacciones. De este modo, deriva la demanda de dinero a partir de los axiomas de la teoría del consumidor, y establece que la demanda de dinero dependerá del coste de oportunidad de mantener dinero. Utiliza un enfoque de asignación de carteras y establece que la demanda dinero dependerá de un conjunto de tipos de interés de otros activos y de la riqueza del individuo, que se aproxima por la renta permanente:
M/P = g (r,π)* Yp
π = inflación
r = tipo de interés
Yp = renta permanente
Friedman considera que g(r,π)es una función estable a largo plazo, que si la aproximamos a la velocidad de circulación se obtendría, de nuevo, la ecuación cuantitativa.
Keynes por su parte demostró que un aumento en la cantidad de dinero en la medida en que creen expectativas inflacionista pueden provocar un aumento en el nivel de los precios que vaya más allá de la proporción en que el dinero fue emitido.
Según el economista Ramón Rallo las premisas de la Teoría cuantitativa del dinero no son verificables.
La definición de  dinero de Mises, sobre la cual elaboro su teoría es que el dinero es un “medio de cambio generalmente aceptado”. Rallo critica esta definición por su baja precisión, dado que Mises no tiene en cuenta el papel de los medios fiduciarios con respecto al activo real.

## Las críticas
Knut Wicksell criticó la teoría cuantitativa del dinero.
John Maynard Keynes criticó la teoría cuantitativa del dinero en Teoría general de la ocupación, el interés y el dinero. Keynes había sido originalmente un defensor de la teoría, pero se opuso a ella en su  Teoría General. Keynes sostenía que el nivel de precios no era estrictamente determinado por la oferta de dinero. Los cambios en la oferta de dinero pueden tener efectos sobre las variables reales como el output.
Ludwig von Mises comparte que hay un núcleo de verdad en la teoría cuantitativa; pero su enfoque en la oferta de dinero continúa  sin explicar adecuadamente la demanda de dinero. Según Mises, la teoría "no explica el mecanismo de las variaciones en el valor del dinero". No obstante, la teoría cuantitativa del dinero continuó siendo una parte fundamental de las investigaciones de Milton Friedman y la escuela de Chicago.
Walter Beveraggi Allende, economista nacionalista argentino, escribió su libro La Teoría Cualitativa de la Moneda, donde critica y expone, en oposición a la teoría cuantitativa, la teoría cualitativa.[cita requerida]
Antonio Zurita García en su libro Teoría del Todo de la política critica la inviabilidad de la ecuación cuantitativa del dinero en supuestos limite, deduciendo que esta es incorrecta. Zurita sostiene que de tener una velocidad extremadamente alta, por encima de la cantidad de dinero existente, los precios subirían hasta ser superiores a la cantidad de dinero existente, algo imposible al haber mas precios que monedas. Además critica que la ecuación cuantitativa solo considera la velocidad del dinero, ignorando como la velocidad de las mercancías afectan a los precios. 